# 阿拉伯联合酋长国
阿拉伯联合酋长国（阿拉伯语：الإمارات العربية المتحدة），简称阿联酋（阿拉伯语：الإمارات），是位于亚洲西南部、阿拉伯半岛东南的一个联邦制君主国，成立于1971年，1972年形成现有版图，总面积约83,600平方公里。其由阿布扎比、沙迦、迪拜、阿治曼、富查伊拉、乌姆盖万、哈伊马角七个酋长国组成，在陆地上与阿曼和沙特阿拉伯接壤，隔海与伊朗和卡塔尔相望，扼守波斯湾、阿曼湾及霍尔木兹海峡。
该国首都为阿布扎比，也是境内最大部族酋长国阿布扎比酋长国的首府，最大城市为迪拜，通用的英文缩写为UAE。阿联酋的官方宗教为伊斯兰教，官方语言为阿拉伯语，英语在国内也相当普及。

## 历史

### 远古时期

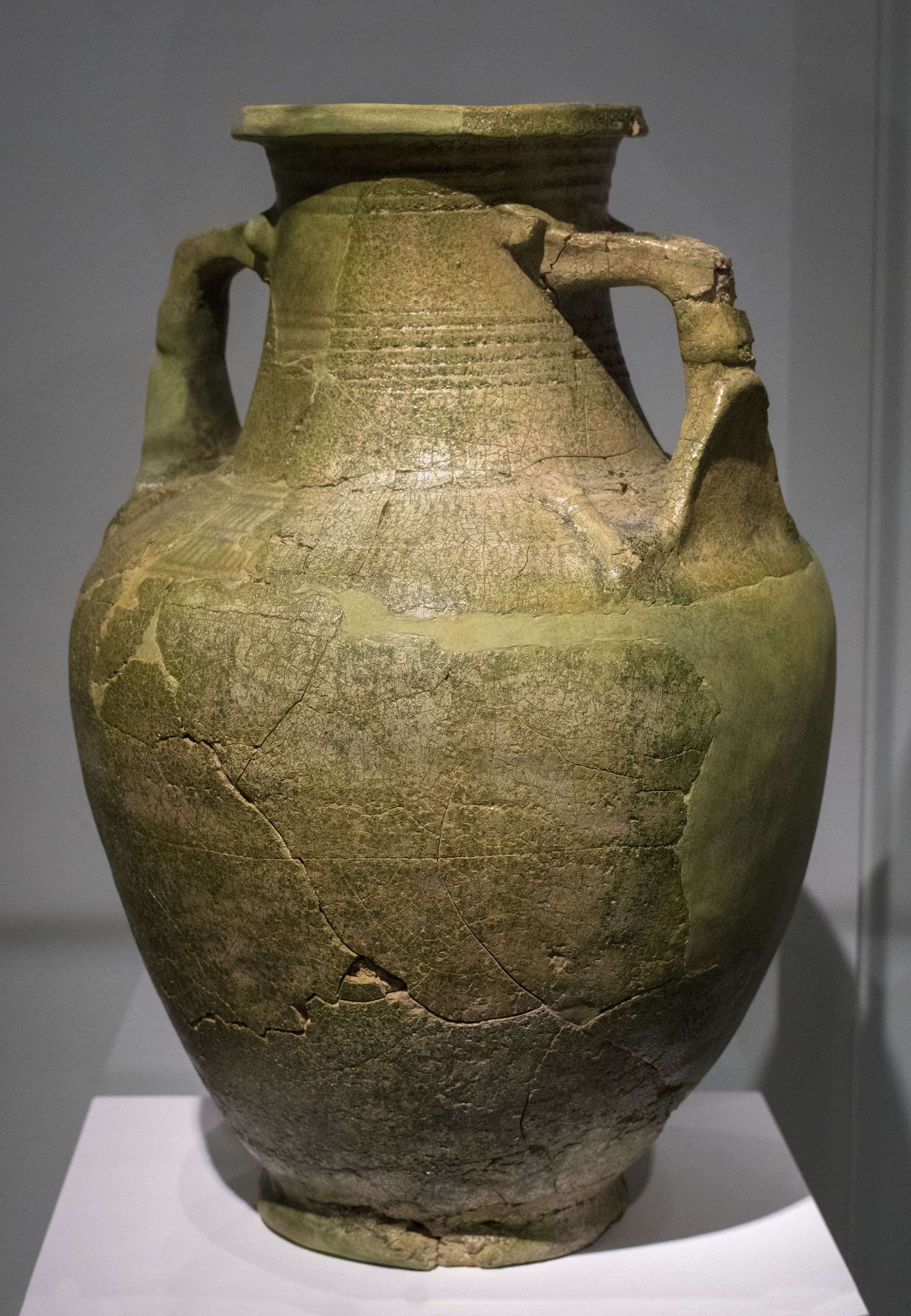
公元前2世纪的陶罐，出土于沙迦的姆莱哈考古遗址。

出土的石器工具表明，约12.7万年前就有人类自非洲迁徙至此并定居；而在阿拉伯海岸发现的一件用于屠宰动物的石器表明，该地可能早在13万年前就有人类活动。此后，该地区与美索不达米亚、伊朗以及印度河文明建立了活跃的贸易联系。这种联系逐步扩大，可能受到哈贾尔山脉铜矿贸易的推动，该贸易大约始于公元前3000年。
苏美尔文献中曾提到“马干文明”，现代学者普遍认为其范围包括今阿联酋和阿曼。
在伊斯兰教传入之前，该地区经历了六个不同阶段的人类定居文化，各阶段均具有其独特的文化特征，包括：
- 哈费特时期（Hafit period，约公元前3200年至前2600年）；
- 乌姆·安·纳尔文化（Umm Al Nar culture，约公元前2600年至前2000年）；
- 瓦迪·苏克文化（Wadi Suq culture，约公元前2000年至前1300年）。

此外，从公元前1200年至伊斯兰教传入之间，该地区还历经三个铁器时代及姆莱哈时期（Mleiha period）。其间，该地区曾被阿契美尼德王朝（波斯帝国）等外来势力占据。随着坎儿井灌溉系统的发展，农业和定居聚落不断增多，出现了防御性聚落和大规模的畜牧活动。

### 伊斯兰教的传入及统治
一般认为伊斯兰教传入阿拉伯半岛东北部的过程始于公元630年，当年先知穆罕默德致信阿曼统治者，促使一批地方首领前往麦地那接受伊斯兰教并皈依，随后他们领导了一场反抗当时统治沿海地区、不得人心的萨珊王朝的起义并获得成功。
穆罕默德去世后，波斯湾以南的新兴穆斯林社群面临瓦解风险，一些地区发生了反对穆斯林领袖的叛乱。于是哈里发阿布·伯克尔派军队自麦地那出发重新征服该地，这一系列战役被称为“叛教战争”（Ridda Wars），其中在迪巴战役（Battle of Dibba）中据称有多达一万人丧生。此次战役确保了哈里发政权的完整，亦统一了阿拉伯半岛，建立了新兴的正统哈里发（Rashidun Caliphate）政权。
公元637年，朱尔法尔（Julfar，今属哈伊马角地区）成为一个重要港口，是穆斯林征服萨珊帝国时的军事集结地。艾因/布赖米绿洲（Al Ain / Buraimi Oasis）一带在当时被称为图阿姆（Tu’am），是连接沿海与阿拉伯内陆的骆驼商道的重要驿站。
阿联酋境内最早的基督教遗址是在20世纪90年代被发现的，它是一处位于如今的萨巴尼亚斯岛（Sir Bani Yas Island）的修道院遗址，可追溯至公元600年左右。该教堂被认为属于景教（Nestorian）教派，建于公元600年，约于750年和平废弃。该遗址是阿拉伯半岛基督教历史的重要物证，学界普遍认为基督教曾在公元50年至350年间沿着商道传入阿拉伯地区。到公元五世纪，阿曼已有主教设立，最后一位主教为公元676年的埃蒂安（Etienne）。
阿拉伯半岛严酷的沙漠环境孕育了“多能部族人”（versatile tribesman）的生存方式。这些游牧部族通过畜牧、农业和狩猎等多样化手段维持生计。季节性的迁徙不仅常常引发部落间冲突，也促使他们建立季节性或半季节性的定居点和中心。这些部落最终演变为多个部族联盟，其名称至今仍为现代阿联酋人所承袭，包括：
- 阿布扎比（Abu Dhabi）、艾因（Al Ain）、利瓦（Liwa）以及西海岸的巴尼亚斯（Bani Yas）与阿布法拉赫（Al Bu Falah）部族；
- 内陆地区的达瓦希尔（Dhawahir）、阿瓦米尔（Awamir）、阿里（Al Ali）与马纳希尔（Manasir）部族；
- 东海岸的沙尔基因（Sharqiyin）部族；
- 北部的卡瓦西姆（Qawasim）部族

### 葡萄牙统治时期

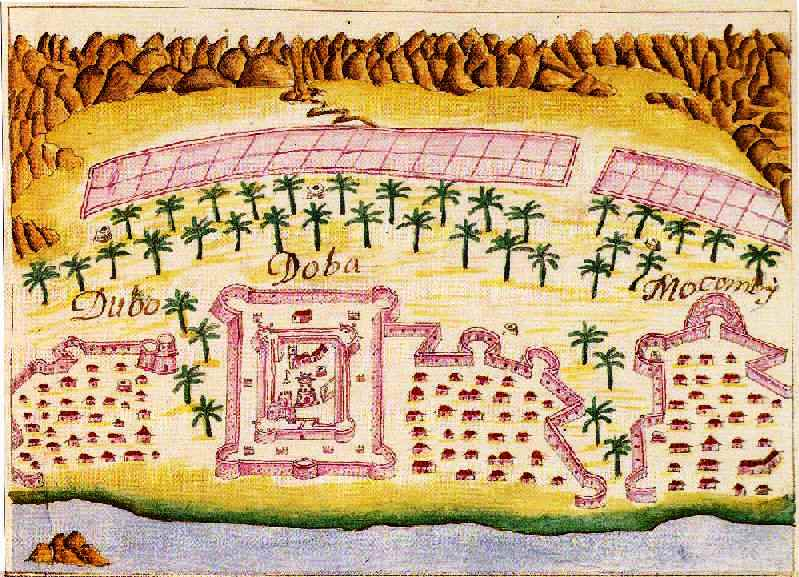
1620年葡萄牙在迪拜哈斯纳建立的多巴堡垒（绘画作品）。

随着欧洲殖民帝国的扩张，葡萄牙、英国和荷兰势力相继进入波斯湾地区。到18世纪，巴尼亚斯联盟成为今天阿布扎比地区的主导力量，而北部的卡西米部族（Al Qasimi，又称 Al Qawasim）则控制了海上贸易。葡萄牙人在沿海城镇保持影响力，尤其是16世纪在阿方索·德·阿尔布克尔克带领下对东海岸各地（如马斯喀特、苏哈尔、豪尔费坎）的血腥征服之后，陆续修建了多个堡垒。

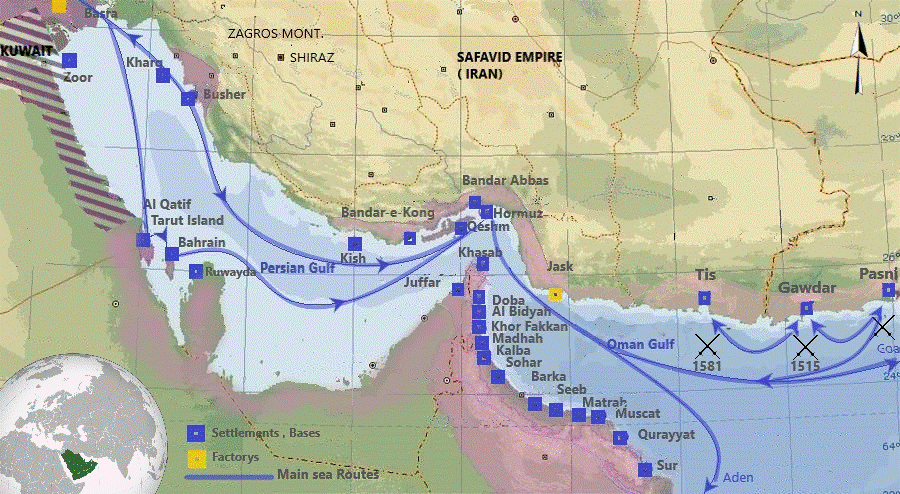
紫色部分是16至17世纪葡萄牙帝国在波斯湾的势力范围，包括主要城市、港口和航线。

### 英国统治时期及石油开发
波斯湾南岸当时在英国人眼中被称为“海盗海岸”（Pirate Coast），因卡瓦西姆联盟的船只自17世纪起经常袭扰悬挂英国旗帜的商船。对于“海盗”的指控，当代阿联酋历史学家，包括沙迦现任酋长苏丹·阿勒卡西米在其1986年所著《海湾阿拉伯海盗神话》一书中予以质疑。

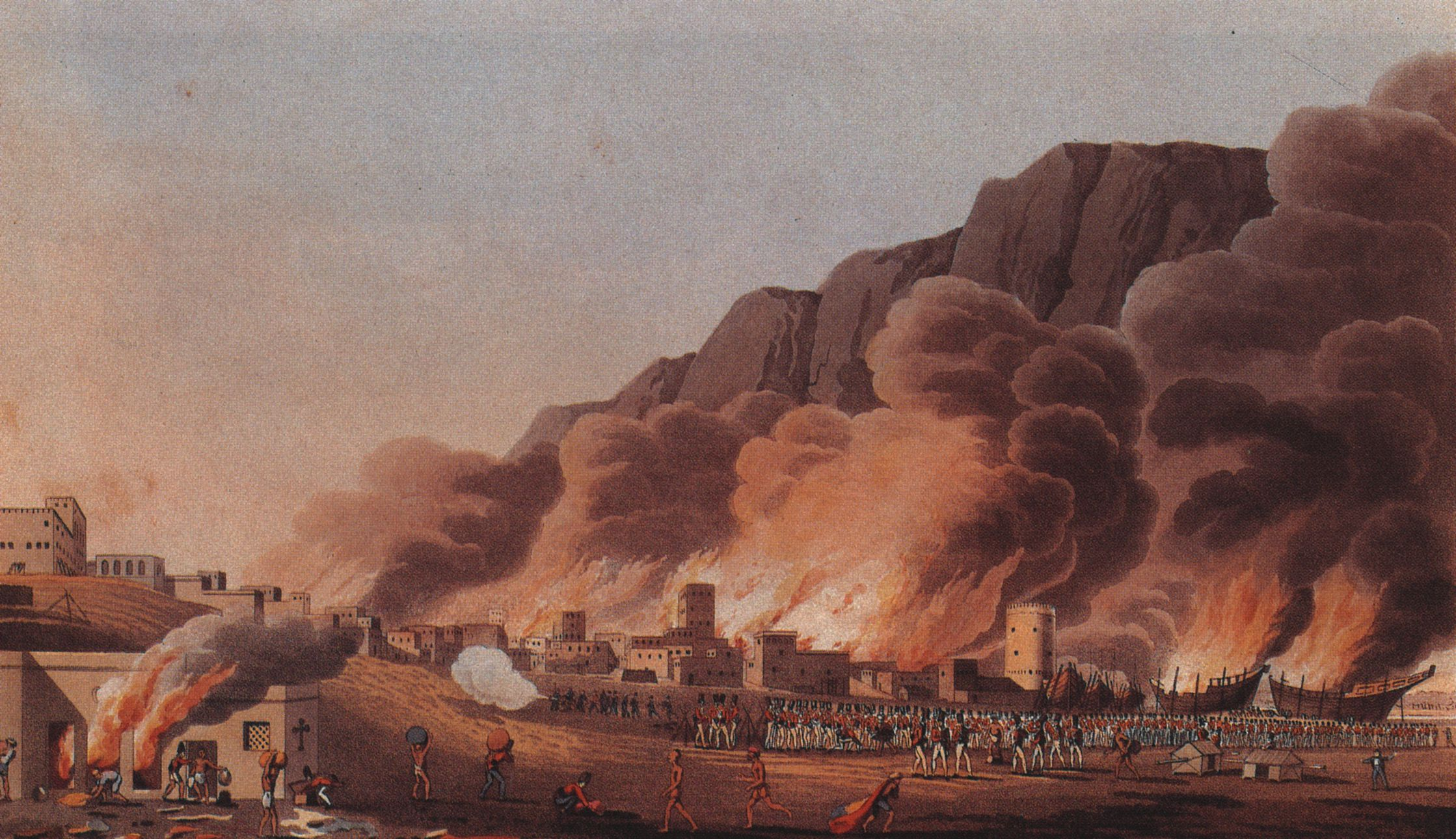
一幅描绘1809年波斯湾战役期间，哈伊马角酋长国沿海城镇及港口被焚毁的画作。

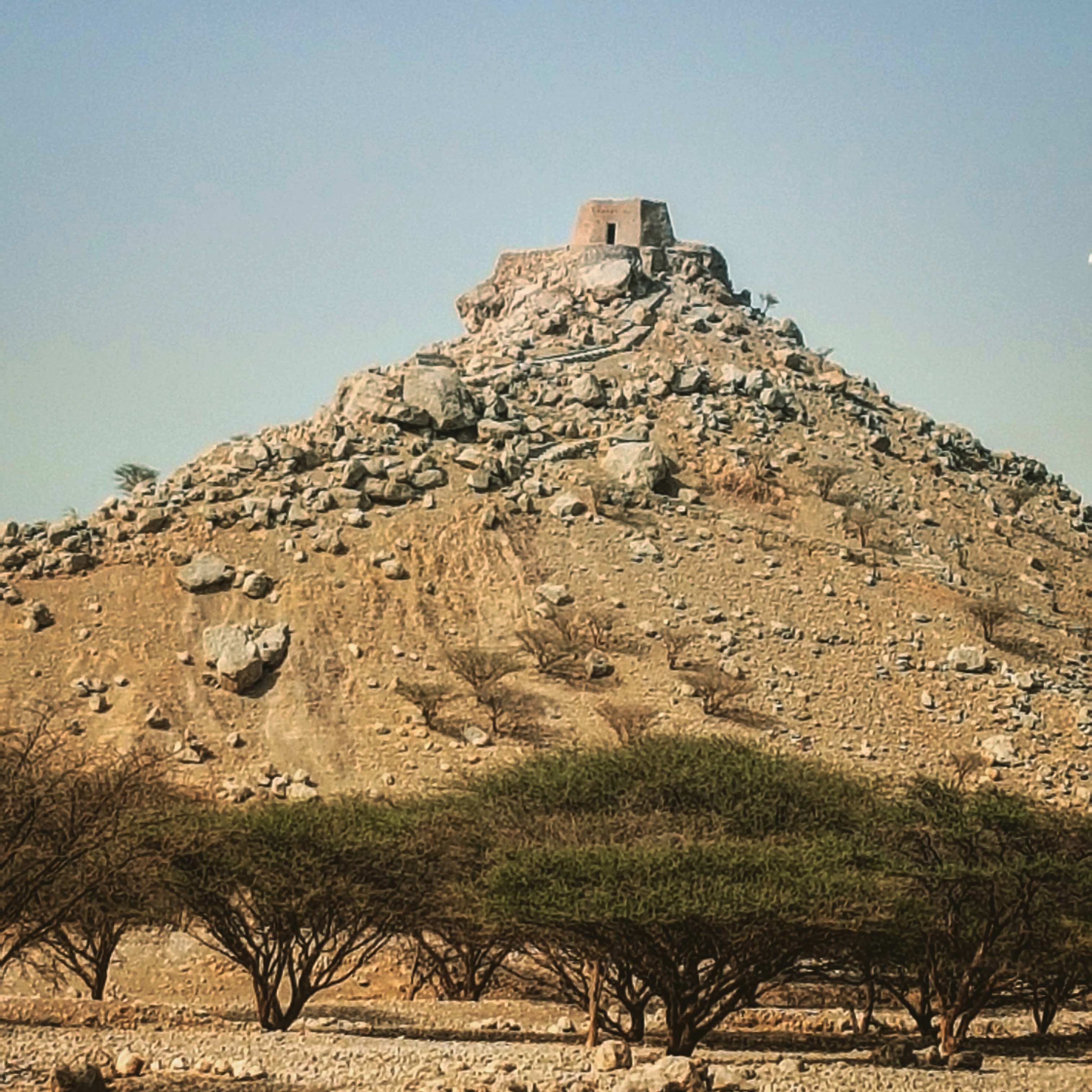
位于山顶的达亚城堡，它是1819年波斯湾战役中最后一个被攻陷的阿勒卡西米家族据点。达亚堡的陷落为签署《海事停战协定》铺平了道路。

为保护英属印度的贸易路线，英国多次对该地区发起军事行动，其中包括1809年与1819年的波斯湾战役取得巨大成功。1819年战后，英国与多个地方统治者签署了《海事停战协定》（Maritime Truce），由此“停战诸酋长国”（Trucial States）一词逐渐确立。此后，英国于1843年签署进一步协议，并于1853年缔结《永久海事停战协定》（Perpetual Maritime Truce）。至1892年，又签署了“专属协定”（Exclusive Agreements），将停战诸酋长国置于英国的保护之下。根据1892年条约，各酋长承诺不得将任何领土出让给英国以外的国家，也不得与其他外国政权建立外交关系，除非得到英国同意。作为交换，英国承诺保护海岸安全，并在陆地遇袭时提供援助。英国在海上的巡逻确保了珍珠采集船队的相对安全。然而，由于英国禁止奴隶贸易，一些酋长和商人因此失去了重要的收入来源。
1869年，库拜赛特（Qubaisat）部族在霍尔阿达伊德（Khor Al Adaid）定居，试图争取奥斯曼帝国的支持。当时阿布扎比对该地提出主权主张，并获得英国支持。1906年，英国政治驻扎官珀西·考克斯正式致函时任阿布扎比酋长扎耶德·本·哈利法·阿勒纳哈扬，确认霍尔阿达伊德属于阿布扎比酋长国。
19世纪至20世纪初，珍珠产业在波斯湾地区兴盛一时，为当地人提供了重要的经济收入与就业机会。然而，第一次世界大战对该产业造成重创，随后20世纪20年代末至30年代初的全球经济大萧条，以及人工养殖珍珠的问世，几乎彻底摧毁了这一传统行业。到二战结束后，随着新独立的印度政府对进口珍珠征收重税，残余的珍珠贸易也最终凋零，停战诸酋长国因此陷入严重的经济困境。
1922年，英国政府要求停战诸酋长国各酋长承诺，在未经英国同意的情况下，不得与外国公司签署任何资源开发协议。彼时，英国已意识到该地区可能蕴藏丰富自然资源，特别是石油。在波斯（今伊朗）1908年和美索不达米亚（今伊拉克）1927年发现石油之后，英国主导的伊拉克石油公司开始关注阿拉伯湾一带。
当时，英伊石油公司（后更名为英国石油公司，即BP）持有伊拉克石油公司公司23.75%的股份。自1935年起，当地酋长开始将陆地石油勘探特许权授予石油公司。英伊石油公司代表伊拉克石油公司旗下的子公司“石油特许公司”签署了首份协议。然而，由于受到“红线协定”的约束，英伊石油公司无法单独在本地区开展业务，必须通过伊拉克石油公司合作。
尽管这些协定带来了有限收入，对珍珠贸易崩溃后的经济起到一定缓解作用，但真正的大规模石油产出仍未实现，令统治者对比邻国家的油气财富心生渴望。1950年，伊拉克石油公司的运营公司海岸停战石油开发公司在阿布扎比的拉斯萨德尔（Ras Sadr）钻下首口深达13,000英尺（约4,000米）的钻井，耗时一年，最终无果而终，且花费高达100万英镑，在当时是一笔巨大开支。

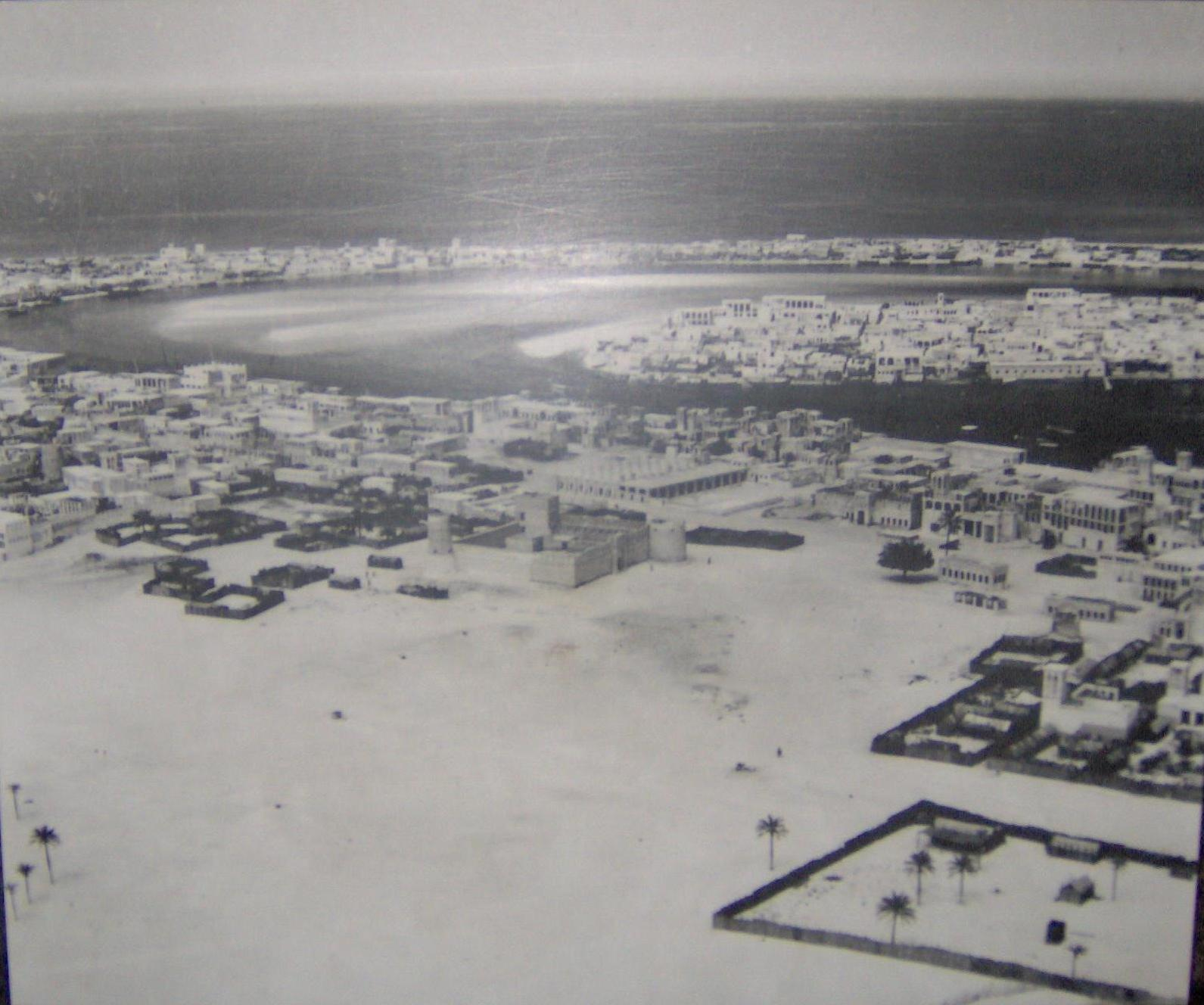
1950年的迪拜景象

英国此后设立了“开发办公室”，协助各酋长国进行小规模的基础设施建设。七位酋长随后决定成立联合委员会协调事务，并接管开发办公室。1952年，“停战诸酋长国委员会”（Trucial States Council）成立，迪拜酋长拉希德·阿勒马克图姆任命其法律顾问阿迪·比塔尔为委员会秘书长兼法律顾问。随着阿联酋的建立，该委员会随之解散。
由于酋长国之间的社会结构以部落为主，且边界模糊，时常发生争议，通常通过调解，偶尔也通过武力解决。为维持和平，英国设立了“停战阿曼侦察队”（Trucial Oman Scouts），作为本地的一支小型维稳部队。
1953年，英国石油旗下的达西勘探公司从阿布扎比酋长手中获得离岸石油勘探特许权。英国石油与法国石油公司（即后来的Total）合作，分别成立了阿布扎比海洋石油公司与迪拜海洋石油公司。其后，开展了多项海底地质勘测，其中一项由著名海洋探险家雅克-伊夫·库斯托领导。
1958年，一座来自德国汉堡的浮式钻井平台被拖至阿布扎比海域乌姆谢伊夫（Umm Shaif）珍珠床上空展开钻探，并于当年3月在上塔马玛地层发现石油。这是停战海岸地区的首个商业性油气发现，并于1962年首次出口石油。阿布扎比海洋石油公司随后在扎库姆（Zakum）等地再有发现，其他公司亦陆续在迪拜的法特油田和沙迦与伊朗共享的穆巴拉克油田找到商用油藏。
然而，陆上石油勘探受制于边界争议。1955年，英国代表阿布扎比与阿曼，与沙特阿拉伯就布赖米省主权展开争端。虽然1974年，阿布扎比与沙特签署边界协议，意在解决领土问题，但该协议至今未获正式批准。阿联酋与阿曼之间的边界则于2008年正式划定。
海岸停战石油开发公司在争议区以外继续钻探，又挖掘了五口干井。直到1960年10月27日，海岸停战石油开发公司在塔里夫（Tarif）附近海岸的穆尔班3号井（Murban No. 3）终于发现可商用石油。1962年，海岸停战石油开发公司更名为阿布扎比石油公司。随着石油收入增长，阿布扎比酋长扎耶德·阿勒纳哈扬开始推进大规模建设项目，兴建学校、住宅、医院与道路。
1969年，迪拜也开始出口石油。尽管储量有限，迪拜酋长拉希德利用这笔收入推动经济多元化，最终将迪拜建成今日全球知名的现代化城市。

### 独立
至1966年，国力不复以往的英国已无力继续管理与保护停战诸酋长国。在英国议会中，议员们就皇家海军是否有能力捍卫这些酋长国也展开论战。
1968年1月，英国首相哈罗德·威尔逊宣布政府决定终止与七个酋长国的条约关系，该决定在1971年3月由时任首相爱德华·希思再次确认。就在宣布后不久，阿布扎比酋长扎耶德担心国家安全，主动提出承担英国驻军全部费用，以换取继续履行防务义务，但被英方拒绝。在英国工党议员戈隆威·罗伯茨正式告知扎耶德英军撤离的消息后，波斯湾的九个阿拉伯酋长国尝试组建“阿拉伯酋长国联邦”（Federation of Arab Emirates），但截至1971年中，尽管英国即将终止条约，这些酋长国仍未就联邦的具体条款达成一致。
独立前夕的安全担忧很快成为现实。1971年12月1日，就在条约到期前一天，一支伊朗驱逐舰编队脱离波斯湾下游演习队列，驶向通布群岛并武力占领岛屿，使岛上平民与阿拉伯守军被迫撤离。当时英国一艘军舰在场，但并未干预。另一支驱逐舰编队则驶向阿布穆萨岛，但沙迦酋长哈立德已与伊朗达成协议，将该岛租予伊朗，每年租金300万美元，因此未发生冲突。
与此同时，沙特阿拉伯也声称对阿布扎比大片领土拥有主权。直到1974年，阿布扎比与沙特签署边界协议，才正式划定两国边界。不过，该协议至今未获阿联酋联邦层面的批准。伊朗的军事行为也促使阿联酋在随后的两伊战争（Iran–Iraq War）中，对伊拉克提供大量财政援助。

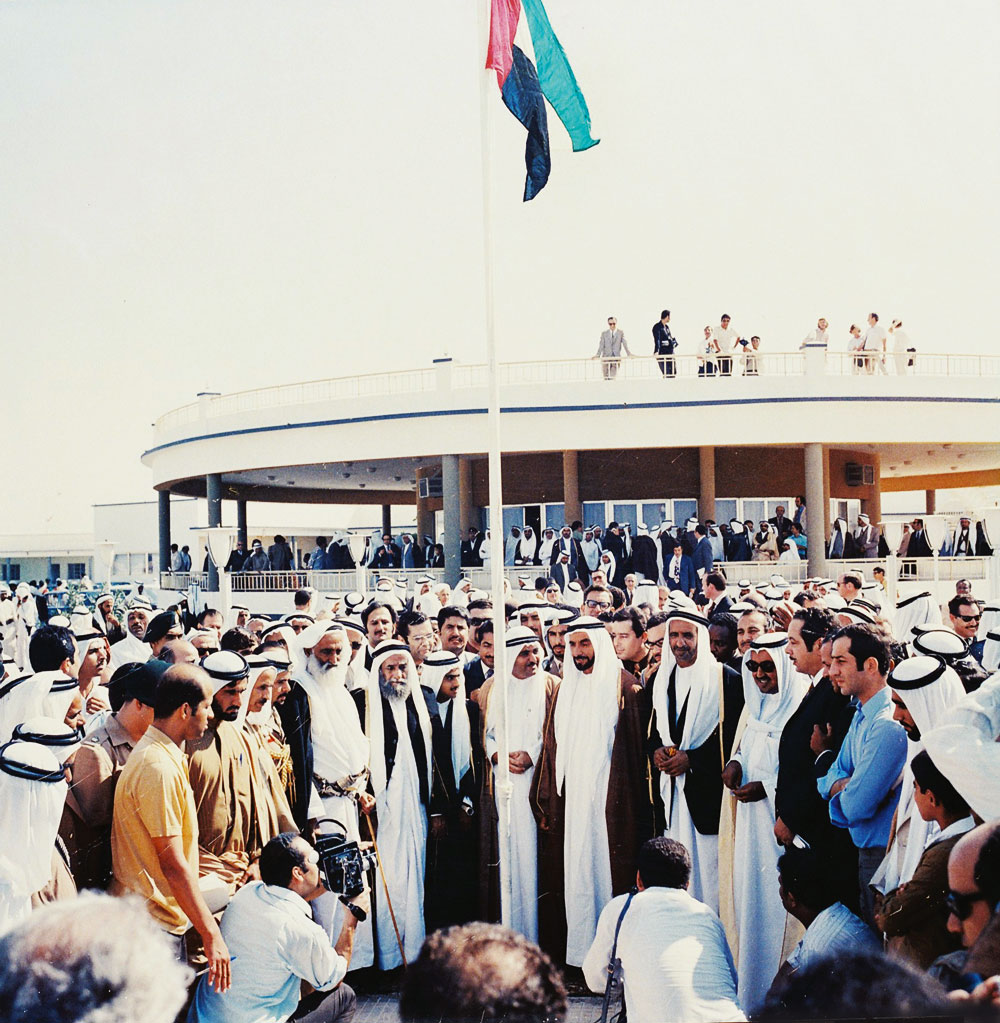
1971年12月2日，各酋长在迪拜首次升起阿拉伯联合酋长国国旗，正式宣布阿联酋独立建国。

原计划纳入“阿拉伯酋长国联邦”的巴林与卡塔尔已于在1971年8月和9月宣布独立。英国与停战酋长国的条约于1971年12月1日正式终止，12月2日，六个酋长国——阿布扎比（Abu Dhabi）、阿吉曼（Ajman）、迪拜（Dubai）、富查伊拉（Fujairah）、沙迦（Sharjah）与乌姆盖万（Umm Al Quwain）——宣布组成“阿拉伯联合酋长国”（United Arab Emirates）。哈伊马角（Ras Al Khaimah）则在1972年1月10日正式加入联邦。
1972年2月，阿联酋成立联邦国民委员会（Federal National Council, FNC），由七个酋长任命的40名成员组成，作为咨政机构。同年12月6日，阿联酋加入阿拉伯联盟（Arab League），9日成为联合国（United Nations）会员国。
1981年5月，阿联酋成为海湾合作委员会（Gulf Cooperation Council, GCC）的创始成员国，首次峰会在阿布扎比召开。

## 地理

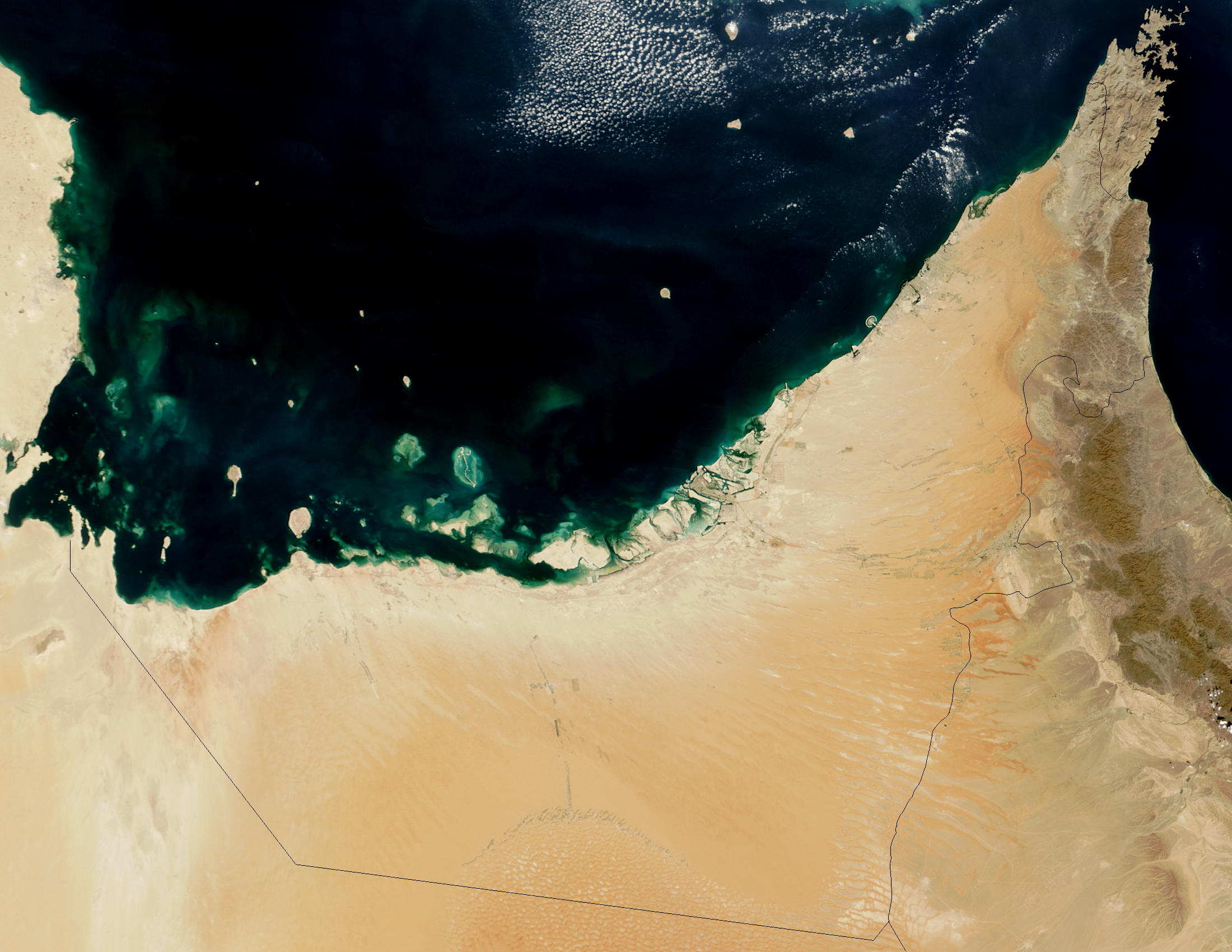
阿联酋区域卫星影像

阿联酋位於西南亚，濒临阿曼湾和波斯湾，与阿曼和沙特阿拉伯接壤。沿海平原是一片荒凉的沙漠，再往里走成为沙丘，靠东部的是山地。它的北面是霍尔木兹海峡，是波斯湾向外界唯一的海上通道，具有很高的战略意义。从1974－1977年间，阿联酋与沙特阿拉伯两国对边界划分的处理上从未公开化，因此确切的边界只有两国各自的政府知道。

## 行政区划
阿联酋包括以下七个酋长国：
| 国旗           | 酋长国         | 阿拉伯语   | 英文 （阿拉伯语原音转写/英语通用拼写） | 首府     | 面积（平方公里） | 备注                                                                      |
| -------------- | -------------- | ---------- | -------------------------------------- | -------- | ---------------- | ------------------------------------------------------------------------- |
| 阿布扎比酋长国 | 阿布扎比酋长国 | أبو ظبي    | Abū Ẓabī / Abu Dhabi                   | 阿布扎比 | 67,340           | 占全国总面积的约85%，首府阿布扎比亦为国家首都。阿布扎比酋长兼任国家总统。 |
| 迪拜酋长国     | 迪拜酋长国     | دبي        | Dubayy / Dubai                         | 迪拜     | 3,980            | 迪拜系全国最大城市。迪拜酋长兼任国家的副总统及总理。                      |
| 沙迦酋长国     | 沙迦酋长国     | الشارقة    | Ash-Shāriqah / Sharjah                 | 沙迦     | 2,500            |                                                                           |
| 拉斯海瑪酋長國 | 哈伊马角酋长国 | رأس الخيمة | Raʾs al-Khaymah / Ras al-Khaimah       | 哈伊马角 | 1,684            |                                                                           |
| 富查伊拉酋长国 | 富查伊拉酋长国 | الفجيرة    | Al-Fujayrah / Fujairah                 | 富查伊拉 | 1,500            |                                                                           |
| 烏姆蓋萬       | 乌姆盖万酋长国 | أم القيوين | Umm al-Qaywayn / Umm al-Quwain         | 乌姆盖万 | 800              |                                                                           |
| 阿吉曼         | 阿治曼酋长国   | عجمان      | ʿAjmān / Ajman                         | 阿治曼   | 260              | 面积最小                                                                  |

各酋长国有各自的自主行政权，不包括邮政服务，邮政服务於1972年统一。

## 政治
阿联酋采用聯邦制。阿聯酋最高委員會由七個酋長国的酋长组成，選舉产生總統、副總統、總理、內閣和議會來管理國家。有40名從各個部落來的成員組成聯邦國家議會複審被提議的法案。阿聯酋有一個聯邦法庭系統，5個酋長國參加（杜拜和拉斯海瑪除外）。所有酋長部落還有自己的世俗和伊斯蘭教的法律，用於民事、刑事和高等法院。联邦最高委员会从委员会成员中选出联邦总统和副总统，任期5年，沒有連任限制。总统兼任武装部队总司令。歷任總統由阿布扎比酋長國酋長出任，副總統兼總理則由迪拜酋長國酋長出任。除外交和国防相对统一外，各酋长国拥有相当的独立性和自主权。联邦经费基本上由阿布扎比和迪拜两个酋长国承担。
阿联酋现任总统是阿布扎比酋长穆罕默德·阿勒纳哈扬，2022年就任；副总统兼总理为迪拜酋长穆罕默德·阿勒马克图姆，2006年就任。

## 軍事
阿拉伯聯合大公國武装力量，官方名称“联邦武装部队”，总司令部在阿布達比。

## 經濟

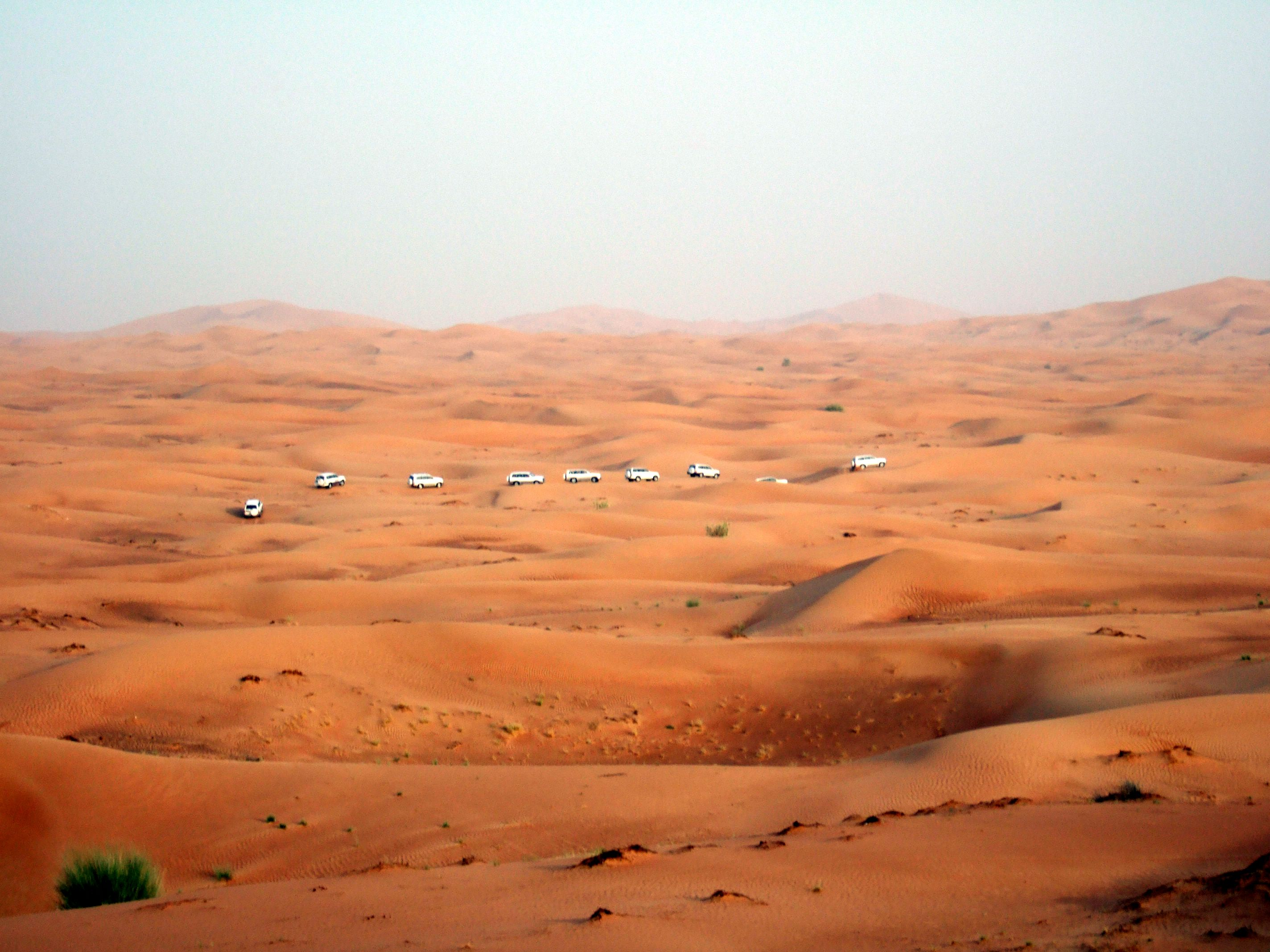
迪拜周圍的沙漠

位于迪拜的哈里發塔

珍珠（采珠业）曾經是阿聯酋的支柱產業，这一情形一直延续到1960年。自從1966年在阿聯酋發現石油以來，原來的荒芜的沙漠一下子變成了富庶的油田，使這個國家在經濟上發生了巨大的變化。
整個阿聯酋的石油儲量，阿布扎比酋長國就占了90%以上（其國土面积約佔阿聯酋总面积的85%），而杜拜酋長國的石油儲藏量相當小，所以阿布扎比是本國的石油中心。迪拜的繁華也并不是因為有石油，迪拜因為堅信“當第二名會餓死”，很早就開始投資實業，10年GDP總值成長230%，其中石油收入卻僅占6%。它的發展建設是全方位的多元化，1970年代開運河、1980年代做貿易、1990年代推廣觀光旅游，到21世紀，這裡已經是中東地區的轉運中心，觀光旅游購物城、科技網路城，旅游經濟已成為迪拜的主要經濟收入來源之一。
此外，阿布扎比的旅游業也相當的發達，年平均增長率是15到20個百分點，有商務目的的游客對阿布扎比的飯店業有着相當的重要性。在一些比較重大的會議和貿易博覽會期間，飯店賓館的客房使用率可以達到百分之百。近年來，人均GDP排名世界前二十。21世紀起，阿聯酋發展了民航產業，如阿布達比王室投資的阿提哈德航空（Etihad）與杜拜王室投資的阿聯酋航空（Emirates），在短期內達到急速發展，共擁有數百架民航機，並發展以阿布達比、杜拜為核心的全球航空轉運網路，市占率在中東可謂執牛耳的地位。
阿聯酋也進用大量移住勞工，根據菲律賓政府統計，在海外菲律賓人之中，在阿聯酋就業的菲律賓人在人數上佔第三位，此外還有來自大量其他國家（如印度、巴基斯坦、孟加拉、斯里兰卡）的勞工。
2013年3月中旬，耗資6億美元、世界上規模最大的集中式太陽能發電站－“太陽一號”（Shams 1）在阿布扎比西南约150公里的扎耶德城市郊沙漠地區落成，占地面積2.5平方公里，發電能力達100兆瓦，它可為2萬戶家庭提供電力。

## 人口和宗教
阿联酋九百万左右居民中，外國人有七百六十萬人，一部分是外籍劳工，其中50%人口是南亚人（印度人、巴基斯坦人和孟加拉人），并非阿拉伯人，也有很多早先移居至此的南亞裔住在鄉下地區。宗教信仰本地阿拉伯人大部分是伊斯兰教；外籍人士除了信仰伊斯蘭教外，也有少數信仰基督宗教、印度教、錫克教、猶太教和無神論。全国80%人口能读书写字。因為外國人眾多，除了官方語言阿拉伯語外，英語是該國的重要語言。

## 文化
阿联酋以伊斯兰文化为尊，和其他阿拉伯国家关系密切，當地政府与阿布扎比文化基金会合作，尽力保护传统的艺术和文化。阿聯酋是一個伊斯兰教国家，社会生活与国际接轨，同时与国际文化兼容并包，西方的各种体育运动在阿聯酋亦极受欢迎，在阿联酋可以看到一级方程式赛车和骆驼赛跑。

### 節假日
阿聯酋的節假日大多是伊斯蘭教的節日。
| 日期                | 中文名稱         | 阿文名称               |
| ------------------- | ---------------- | ---------------------- |
| 伊曆1月1日          | 伊斯蘭曆新年     | رأس السنة الهجرية      |
| 伊曆3月12日         | 先知穆罕默德誕辰 | المولد النبوي          |
| 伊曆7月27日         | 登霄夜           | ليلة الإسراء والمعراج  |
| 伊曆10月1日-10月3日 | 開齋節           | عيد الفطر              |
| 伊曆12月9日         | 駐阿拉法日       | الوقف بالعرفة          |
| 伊曆12月10-12月13日 | 宰牲節           | عيد الاضحى             |
| 西曆1月1日          | 西曆新年         | رأس السنة الميلادية    |
| 西曆11月2日         | 謝赫·扎依德忌日  | ذكرى وفاة الشيخ الزايد |
| 西曆12月2日         | 國慶日           | العيد الوطني           |

## 交通
各酋长国间有现代化高速公路相连，境内建有一条货运铁路（哈卜善-鲁维斯），总长266公里。公路总长约4,080公里，道路品質位居世界前列。
全国有12个主要海港，年货物吞吐量达10,540万吨。集装箱吞吐能力为每年2,650万个标准箱。阿布扎比的哈利法港是中东地区自动化程度最高的港口，并拟建成全球最大的产业集群区。迪拜杰拜勒·阿里港是全球最大的人造港和中东地区最大的港口。
- 杜拜地鐵
- 杜拜電車
- 阿提哈德鐵（英语：Etihad Rail）
- 阿布扎比地鐵（英语：Abu Dhabi Metro）
- 在阿聯酋鐵路運輸（英语：Rail transport in the United Arab Emirates）
- 迪拜道路運輸局（英语：Roads and Transport Authority (Dubai)）
- 迪拜手推車（英语：Dubai Trolley）
- 朱美拉棕櫚島單軌鐵路

### 航空
阿联酋境内共有机场39个，其中包括阿布扎比、迪拜等7个国际机场。在全球航空公司的竞争排序中，阿联酋航空公司居阿拉伯国家首位。阿聯酋已同156个国家签订了双边航空协定，世界各国的110个航空公司有定期航班飞往阿各机场。
杜拜及阿布達比為中東地區重要的航空中枢，許多來往於亞洲、非洲及歐洲之間的班機均會以此地作中途站。
日本竹中工務店為阿布達比國際機場設計了三座豪華航厦，和杜拜之間有直通巴士連接。
- 沙迦國際機場（Sharjah International Airport）
- 杜拜國際機場（Dubai International Airport）
- 阿勒馬克圖姆國際機場（Al Maktoum International Airport）
- 阿布達比國際機場（Abu Dhabi International Airport）
- 艾因國際機場（Al Ain International Airport）是位於阿拉伯聯合酋長國艾因西北8海里（15；9.2英里）。 它於1994年3月31日開放。每周有14次航班和4,000名乘客通過機場。 它是阿拉伯聯合酋長國第五個最繁忙的機場。
- Al Bateen行政機場（英语：Al Bateen Executive Airport）是位於阿拉伯聯合酋長國阿布扎比東南部6.5海里（12.0；7.5英里）的專用商務噴氣機場。 其他租戶包括阿聯酋政府的航空資產。
- 達爾馬機場（英语：Dalma Airport）是一家服務於阿拉伯聯合酋長國達爾馬島（英语：Dalma (island)）的小型機場。 它能夠處理中小型飛機，大多數飛機穿梭島嶼和其他城市之間的工人和遊客。
- 富查伊拉國際機場（英语：Fujairah International Airport）位於阿拉伯聯合酋長國富查伊拉以南1海里（1.9；1.2英里）。
- 哈伊馬角國際機場（英语：Ras Al Khaimah International Airport）位於阿拉伯聯合酋長國拉斯海瑪的波斯灣酋長國11海里（20；13英里）在同名的城鎮南部。 機場有兩個客運大樓，以及貨物，飛機維修和航空培訓設施。
- 貝尼亞斯機場（英语：Sir Bani Yas Airport）是一個在阿拉伯聯合酋長國服務於巴尼亞斯島的機場。

## 外部連結
- OpenStreetMap上有關阿拉伯联合酋长国的地理